# Julio Álvarez Mendoza
Julio Álvarez Mendoza (Guadalajara, 20 de diciembre de 1886 - Guadalajara, 30 de marzo de 1927) fue un párroco y mártir mexicano que falleció durante la Guerra Cristera por negarse a renunciar a su cargo. Fue canonizado el 21 de mayo de 2000 por Juan Pablo II como parte de uno de los 25 Mártires de la Guerra Cristera.

## Biografía
Nació el 20 de diciembre de 1866 en la ciudad de Guadalajara, sus padres eran Atanasio Álvarez y Dolores Mendoza, su familia era de bajos recursos pero con la ayuda de los patrones de su padre logró ingresar al Seminario Conciliar de Guadalajara en 1880.
El 2 de diciembre de 1894 fue ordenado por Pedro Loza y Pardavé, arzobispo de arquidiócesis de Guadalajara, y fue enviado hacer su servicio a la parroquia deMechoacanejo, donde fue bien recibido.
En 1926, los obispos de México decretaron la suspensión del culto público por la Ley Calles y la Guerra Cristera, pero Julio optó por permanecer en su parroquia y atender a los feligreses.
Durante su camino a un rancho para oficiar una misa el 26 de marzo de 1927, fue detenido por soldados federales que se encontraban por ahí, entonces fue trasladado a distintas ciudades, hasta llegar a San Julián, que formaba parte de Guadalajara, donde fue sometido a varias torturas.
El 30 de marzo de 1927, fue llevado a un basurero cercano de la parroquia local, el padre afirmó en una conversación con los militares que el era inocente, pero los perdonaba, luego cruzó sus brazos y fue asesinado por los militares.

Su cuerpo fue desechado en su lugar de fusilamiento, entonces cuando los habitantes de San Julián descubrieron el cuerpo, decidieron velarlo y sepultarlo en la parroquia local, tiempo después sus restos fueron trasladados a Mechoacanejo, donde a la fecha mayo de 2025 está sepultado.

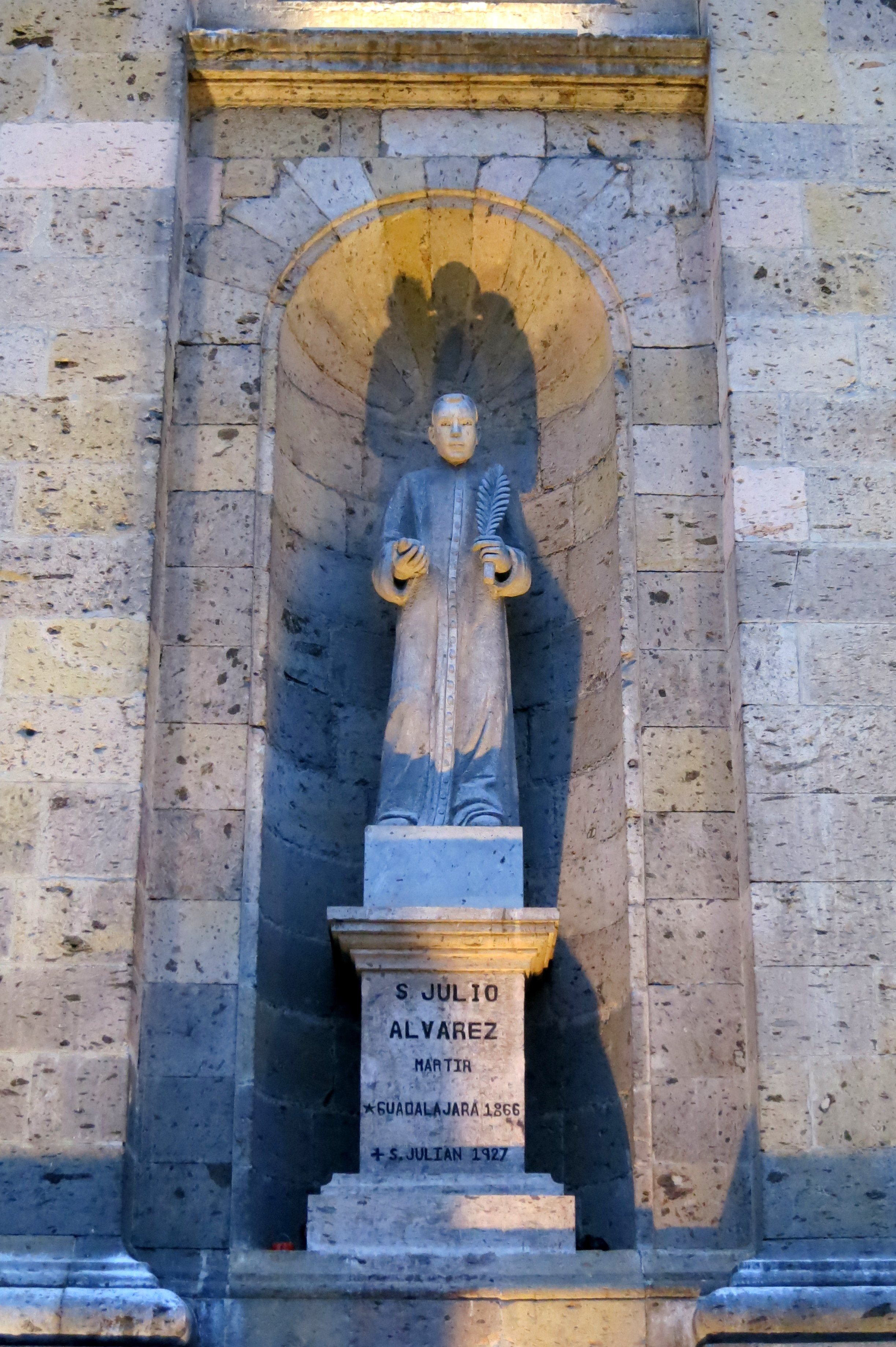
Estatua de Julián Álvarez Mendoza en la Catedral de Guadalajara.

## Beatificación y Canonización

### Beatificación
El 22 de noviembre de 1992 fue beatificado por Juan Pablo II junto con otros 24 mártires mexicanos que fueron víctimas de la Guerra Cristera, en la Plaza de San Pedro.

### Canonización
El 21 de mayo de 2000 fue canoniza por Juan Pablo II junto con otros 24 mártires mexicanos, a causa de un milagro que curo de una enfermedad incurable a una mujer gracias a su intercesión.